# 瓦拉克利亞尼

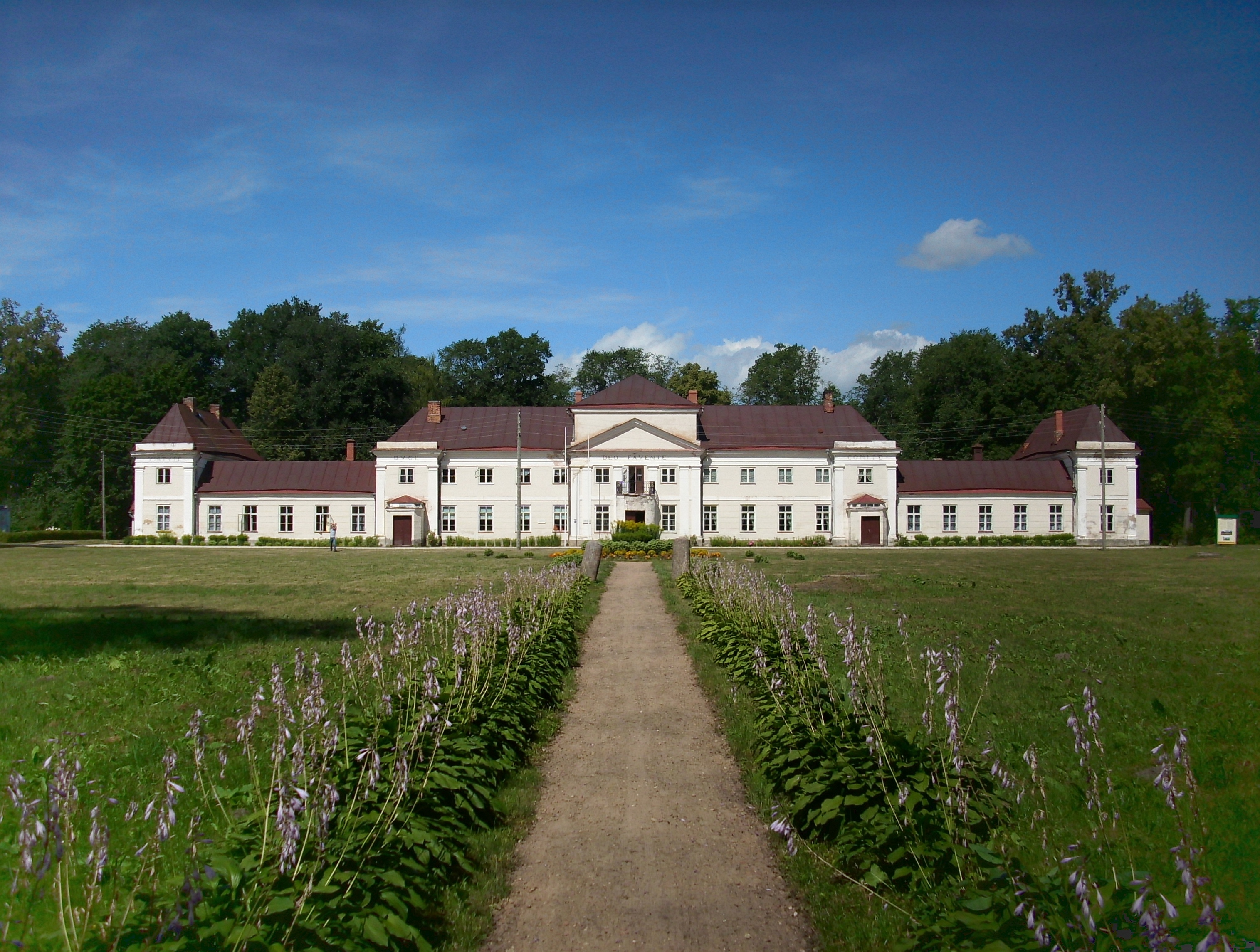
瓦拉克利亚尼宫

瓦拉克利亞尼是拉脫維亞瓦拉克利亞尼市鎮内的城鎮及其行政中心，位於該國東南部，距離首都里加166公里，面積5.33平方公里，鎮上的天主教教堂在1854年建成，2010年人口2,106。